# Tsaghkalanj
Tsaghkalanj ou Tsakhkalanj (en arménien Ծաղկալանջ ; jusqu'en 1978 Aghjaghala) est une communauté rurale du marz d'Armavir, en Arménie. Elle compte 1 586 habitants en 2009.